# Brđani (Brus)
Brđani (em cirílico: Брђани) é uma vila da Sérvia localizada no município de Brus, pertencente ao distrito de Rasina. A sua população era de 152 habitantes segundo o censo de 2011.

## Demografia
| 1948 | 1953 | 1961 | 1971 | 1981 | 1991 | 2002 | 2011 |
| ---- | ---- | ---- | ---- | ---- | ---- | ---- | ---- |
| 296  | 335  | 337  | 310  | 302  | 240  | 198  | 152  |